# یوری گارگینیان
یوری گارگینیان (ارمنی: Յուրի Գարեգինյան؛ زادهٔ ۳ فوریهٔ ۱۹۹۴ در ایروان) بازیکن فوتبال در پست هافبک اهل ارمنستان است.

## باشگاهی
از باشگاه‌هایی که در آن بازی کرده‌است می‌توان به پیونیک، آرارات ایروان و آرتساخ/نوآ اشاره کرد.

## تیم ملی
وی همچنین در تیم ملی فوتبال ارمنستان بازی کرده‌است. گارگینیان نخستین بازی ملی خود را که یک لیگ ملت‌های اروپا ۲۰۲۰–۲۱ بود در تاریخ ۱۱ اکتبر ۲۰۲۰ در ایروان در مقابل گرجستان انجام داده‌است.
تا تاریخ 11 October 2020
| تیم ملی فوتبال ارمنستان | تیم ملی فوتبال ارمنستان | تیم ملی فوتبال ارمنستان |
| سال                     | حضورها                  | گل‌ها                    |
| ----------------------- | ----------------------- | ----------------------- |
| ۲۰۲۰                    | ۱                       | ۰                       |
| مجموعا                  | ۱                       | ۰                       |